# Laia Palau
Laia Palau Altés (Barcelona, 10 de septiembre de 1979) es una exjugadora española. Ocupaba la posición de base y jugaba en el Uni Girona de la Liga Femenina de España. Fue internacional absoluta desde 2002 y capitana desde 2014, de la selección española, de la que es la jugadora con más internacionalidades de su historia. Anunció su retirada de la selección española el 8 de noviembre de 2021. Con ella conquistó doce medallas entre los tres grandes campeonatos, se proclamó entre otros éxitos, tricampeona continental en 2013, 2017 y 2019, subcampeona mundial en 2014 y subcampeona olímpica en 2016.

## Trayectoria
Comenzó a jugar federada a baloncesto en el Club Joventut les Corts, en la temporada 1991/92, pasando la siguiente al Sagrada Familia-Claror Universitari, también en categoría  infantil. La temporada 1993/94 pasa al C.E. Universitari, disputando los dos años de cadete y los dos de juvenil, hasta su debut con el primer equipo en 1998, en el que permaneció hasta 2002, para después seguir jugando hasta 2004 en el CBF Universitari de Barcelona. 
En 2004, ficha por el CJM Bourges Basket de la liga francesa, regresando a España en 2006 al Ros Casares Valencia, en el que permaneció seis temporadas, logrando el título de Euroliga en 2012, año en que se disuelve el club. En la campaña 2012/13, militó en el Polkowice polaco, recalando en la 2013/14 en el USK Praga de Chequia, con el que jugó hasta 2017 y con el que ganó su segunda Euroliga en 2015. Desde 2018 juega en España, en el Uni Girona de la Liga Femenina.

### Selección nacional
Fue internacional absoluta con la selección española desde el 16 de agosto de 2002 hasta el 08/11/2021  disputando tres Juegos Olímpicos (una plata), cinco Mundiales (una plata y dos bronce) y ocho Europeos (tres oros, una plata y cuatro bronces). Es la internacional española de baloncesto, con más medallas (12), superando en una a Pau Gasol. Es a su vez la baloncestista con más internacionalidades de España, por delante de Amaya Valdemoro.
Nadie ha jugado más partidos que ella en la selección española

## Clubes
| Club                 | País      | Periodo   |
| -------------------- | --------- | --------- |
| Uni Girona           | España    | 1995-2002 |
| Uni Girona           | España    | 2002-2004 |
| Uni Girona           | Francia   | 2004-2006 |
| Ros Casares Valencia | España    | 2006-2012 |
| CCC Polkowice        | Polonia   | 2012-2013 |
| USK Praga            | Chequia   | 2013-2017 |
| Jayco Rangers        | Australia | 2017      |
| CJM Bourges Basket   | Francia   | 2018      |
| Uni Girona           | España    | 2018-2022 |

## Estadísticas

### Euroliga
|  | Denota temporadas en las que se proclama campeona de la Euroliga |

|  | Lideró la liga |

| Temporada | Equipo                        | PJ  | MPP  | PPP  | RPP | APP |
| --------- | ----------------------------- | --- | ---- | ---- | --- | --- |
| 2003-04   | CBF Universitari de Barcelona | 14  | 27,9 | 10,6 | 4,7 | 3,9 |
| 2004-05   | CJM Bourges Basket            | 17  | 30,6 | 13,5 | 3,6 | 3,4 |
| 2005-06   | CJM Bourges Basket            | 15  | 30,7 | 12,9 | 3,5 | 4,0 |
| 2006-07   | Ros Casares Valencia          | 17  | 27,1 | 6,4  | 2,8 | 3,2 |
| 2007-08   | Ros Casares Valencia          | 16  | 24,9 | 6,9  | 2,9 | 3,5 |
| 2008-09   | Ros Casares Valencia          | 14  | 16,9 | 3,4  | 1,6 | 2,1 |
| 2009-10   | Ros Casares Valencia          | 16  | 23,9 | 6,9  | 2,6 | 2,8 |
| 2010-11   | Ros Casares Valencia          | 15  | 22,3 | 5,9  | 3,6 | 3,2 |
| 2011-12   | Ros Casares Valencia          | 19  | 24,3 | 6,5  | 3,5 | 5,6 |
| 2012-13   | CCC Polkowice                 | 17  | 36,2 | 7,6  | 5,1 | 6,4 |
| 2013-14   | USK Praga                     | 18  | 35,2 | 6,7  | 5,3 | 6,8 |
| 2014-15   | USK Praga                     | 16  | 34,9 | 8,6  | 5,1 | 7,1 |
| 2015-16   | USK Praga                     | 16  | 34,3 | 7,4  | 4,6 | 7,1 |
| 2016-17   | USK Praga                     | 19  | 32,2 | 5,1  | 3,6 | 7,8 |
| TOTAL     |                               | 218 | 28,4 | 7,9  | 3,7 | 4,5 |

(Leyenda: PJ= Partidos jugados; MPP= Minutos por partido; PPP= Puntos por partido; RPP= Rebotes por partido; APP= Asistencias por partido)

## Palmarés

### Selección nacional
- Eurobasket 2013 ( Francia)
- Eurobasket 2017 ( República Checa)
- Eurobasket 2019 ( Letonia– Serbia)
- Eurobasket 2007 ( Italia)
- Mundial 2014 ( Turquía)
- Juegos Olímpicos de 2016 ( Río de Janeiro)
- Eurobasket 2003 ( Grecia)
- Eurobasket 2005 ( Turquía)
- Eurobasket 2009 ( Letonia)
- Mundial 2010 ( República Checa)
- Eurobasket 2015 ( Hungría– Rumania)
- Mundial 2018 ( España)

### Clubes
CBF Universitari de Barcelona
- Liga Femenina (1): 2002/03

Bourges Basket
- Liga Francesa (2): 2005/06, 2017/18
- Copa Francesa (3): 2005, 2006, 2018

Ros Casares Valencia
- Euroliga (1): 2011/12
- Liga Femenina (5): 2006/07, 2007/08, 2008/09, 2009/10, 2011/12
- Copa de la Reina (4): 2007, 2008, 2009, 2010
- Supercopa de España (4): 2006, 2007, 2008, 2009

CCC Polkowice
- Liga Polaca (1): 2012/13
- Copa Polaca (1): 2013

ZVVZ USK Praga
- Euroliga (1): 2014/15
- Supercopa de Europa (1): 2015
- NBL (4): 2013/14, 2014/15, 2015/16, 2016/17
- Copa Checa (2): 2014, 2015

Uni Girona
- Liga Femenina (1): 2018/19
- Copa de la Reina (1): 2021
- Supercopa de España (1): 2019

### Individual
- Mejor Jugadora de Europa (nominada): 2005[8]
- MVP Copa de la Reina: 2010
- Internacional española con más partidos disputados[6]
- Primera jugadora con más de 1000 asistencias en Euroliga[9]
- Hall of Fame del Baloncesto Español (2023)

## Premios y reconocimientos
- 2024 Gran Cruz de la Real Orden del Mérito Deportivo.[10]